# Йокогама-Мару
Йокогама-Мару № 3 — транспортне судно, яке під час Другої світової війни брало участь в операціях збройних сил Японії у Тихому океані.
Судно спорудили як вантажопасажирське в 1912 році на верфі Mitsubishi Dockyard & Engineering Works у Нагасакі для компанії «Ніппон Юсен Кайша» (Nippon Yusen Kaisha). Відомо, що остання використовувала «Йокогама-Мару» на рейсах до Гуаму та Канади.
У жовтні 1941-го судно реквізували для потреб Імперської армії Японії. 10 грудня «Йокогама-Мару» та ще 9 транспортів висадили десант на острові Гуам, незначний гарнізон якого швидко капітулював.
14 січня 1942-го «Йокогама-Мару» вийшло з Гуаму у складі загону з 10 транспортів, який 23 січня висадив десант на східному завершенні острова Нова Британія в Рабаулі — майбутній головній передовій базі японців в архіпелазі Бісмарка, з якої два роки здійснюватимуться операції на Соломонових островах та Новій Гвінеї.
25 лютого 1942-го «Йокогама-Мару» прибуло до Рабаулу, де взяло на борт один з батальйонів 144-го піхотного полку. 5 березня судно полишило цю базу у складі загону, що мав заволодіти новогвінейськими Лае та Саламауа (у глибині затоки Гуон, що вдається між півостровами Гуон та Папуа). Висадка почалась невдовзі після опівночі 8 березня та пройшла успішно, проте тієї ж доби «Йокогама-Мару» атакували та поцілили однією бомбою австралійські бомбардувальники «Гадсон», загинуло 3 особи.
10 березня 1942 року по японським кораблям поблизу Лае завдала удару американська авіаносна авіація. «Йокогама-Мару» було вражене авіаційною торпедою та затонуло, загинув ще один член екіпажу.